# Autostrada A1 (Portugalia)
Autostrada A1 (în portugheză Autoestrada A1) sau Autostrada de Nord (în portugheză Autoestrada do Norte) este o autostradă portugheză, care leagă Lisabona de Porto, conectând regiunea Zonei Metropolitane Lisabona cu subregiunea Lezíria do Tejo, aparținând Regiunii Alentejo, Regiunii Médio Tejo, Regiunii Leiria, Regiunii Coimbra și Regiunii Aveiro, aparținând Regiunii Centrale, și subregiunii Zonei Metropolitane Porto,  aparținând Regiunii Nord, cu o lungime totală de 301,6 km.
În Lisabona, autostrada începe în nordul orașului, la capătul Avenida Marechal Craveiro Lopes, intersectându-se cu A12, care se îndreaptă spre podul Vasco da Gama spre Setúbal. Mai departe, în Alverca, autostrada are o intersecție cu A9, care merge spre sud-vest până la Caxias, fiind șoseaua de centură exterioară a orașului Lisabona. Trecând prin Carregado, autostrada se intersectează cu A10, care merge spre sud-vest spre Arruda dos Vinhos și spre est spre Samora Correira și Benavente. În apropiere de Santarém, autostrada are o intersecție cu A15, care merge spre vest până la Caldas da Rainha. În Torres Novas, autostrada se intersectează cu A23, care merge spre nord-est spre Castelo Branco și Guarda.
Este concesionat de Brisa și este taxat (cu excepția secțiunilor din apropierea Lisabona și Porto). O călătorie între Lisabona și Porto pentru un vehicul de clasa 1 costă 23,60 €.
Face parte integral din drumul european E01 și parțial din drumul european E 80 și este identificat în Planul Național de Drumuri 2000 ca parte integrantă a IP1 până la intersecția Carvalhos, în Pedroso, de acolo integrează ultimii kilometri ai IC2, unindu-se cu IC1, de la intersecția cu A29.

## Istorie
Prima secțiune a acestei autostrăzi datează din 1961, când a fost deschisă legătura Lisabona-Vila Franca a noii N 1. Doi ani mai târziu, în 1963, a venit timpul să se finalizeze actualul capăt nordic al autostrăzii, secțiunea continuă dintre Porto și Pedroso (Carvalhos). Prin urmare, și ani la rând, legătura de autostradă dintre Lisabona și Porto a fost limitată la două mici secțiuni lângă cele două orașe. În 1977, a fost adăugat tronsonul dintre Vila Franca și Carregado și, în 1980, legătura Carregado – Aveiras de Cima. Ritmul de construcție s-a accelerat în 1982, odată cu deschiderea secțiunii Condeixa – Mealhada pentru trafic (care a eliminat traficul din centrul orașului Coimbra, prin care trecea N 1), și în 1983, cu deschiderea secțiunii Albergaria-a-Velha – Santa Maria da Feira. Alte tronsoane importante au fost construite în 1987 și 1990, până când în 1991 A1 a fost finalizată în cele din urmă, cu deschiderea ultimei secțiuni, de 85 km, între Torres Novas și Condeixa.